# Andrea Gritti
Joueur de rugby à XV homonyme
Andrea Gritti, né en 1455 à Bardolino, près de Vérone, et mort le 28 décembre 1538 à Venise, est le 77e doge de Venise. Élu en 1523, son dogat dure jusqu'à sa mort. Il exerça les fonctions de marchand, de militaire et d'homme politique.

## Biographie

### Enfance
Né dans les alentours de Vérone de Francesco di Triadano et Vienna di Paolo Zane, il est orphelin de père alors qu'il n'a que 5 ans. Sa mère se marie à nouveau en 1460 avec Giacomo Malipiero di Dario avec qui elle aura deux enfants.
Andrea Gritti est éduqué par son grand-père qui lui donne une éducation à Venise et à Padoue. Il l'emmène avec lui lors de ses nombreuses ambassades qu'il occupe pour la république de Venise en Europe — France, Espagne ou Angleterre. Né et mort à Kotor dans l’actuel Montenegro alors sous domination vénitienne et portant le nom de Cattaro, le grand-père du futur doge reflète l’histoire de la famille Gritti et de nombreuses familles vénitiennes qui a gagné de l’importance grâce au commerce.

### Mariage
En 1476, il se marie avec Benedetta di Luca Vendramin qui meurt en couche la même année après avoir donné naissance à Francesco. Nièce d’Andrea Vendramin élu au poste de doge cette même année, l’union des Vendramin et des Gritti est un exemple de mariage patricien de la République.

### Constantinople

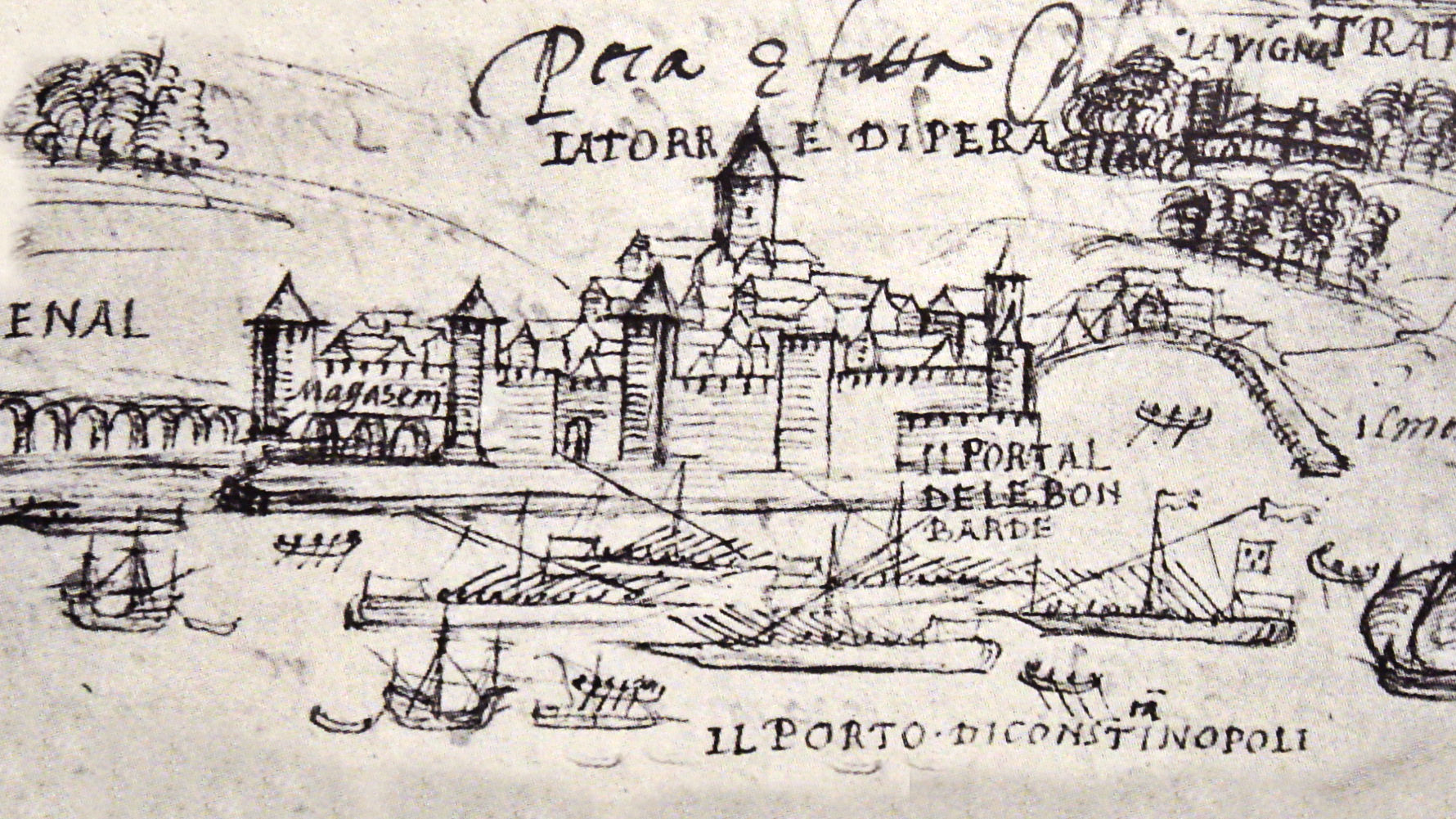
Croquis du quartier de Péra, par Jérôme Maurand en 1544.

En 1476, âgé de trente ans et veuf, il s'installe à Constantinople où il s'engage dans des activités marchandes, que ce soit pour son propre compte ou en collaboration avec un génois du nom de Pantaleo Coresi. Dans la cité ottomane, son grand-oncle, Battista est déjà installé à l'instar de nombre de ses compatriotes. Il habite dans le quartier de Péra avec une grecque avec qui il aura quatre enfants: Alvise, Giorgio, Lorenzo et Pietro.
L'essor de ses activités commerciales le positionne en tant que représentant de la communauté vénitienne et un des italiens les plus en vue de la capitale, ce qui lui permet d'avoir des liens avec le grand vizir Karamani Mehmed Pacha et le sultan Bayézid II. C'est par ailleurs Andrea Gritti qui rapporte au Sénat l'attrait du sultan pour les sciences de la mécanique, de l'alchimie, mais aussi l'attention du chef de la maison d'Osman pour l'astrologie de par l'étude constante de cette discipline.
Après l'expulsion de Girolamo Marcello en 1492 pour espionnage, Gritti reprend cette fonction pour la Sérénissime et devient un informateur de la République. Dans un contexte de dégradation des relations entre le palais des doges et la Sublime Porte, et au début d'une nouvelle guerre vénéto-ottomane, les marchands vénitiens sont emprisonnés. Proche du sultan, Gritti est laissé libre et commence à envoyer des missives pour informer la république des agissements des armées turques.
C’est à travers des messages codés à l’attention du podestat de Lépante Giovanni Moro et du secrétaire du sénat Zaccaria Freschi qu’il indique la taille de la flotte turque ou encore les objectifs militaires du sultan,. Gritti s’appuie alors sur un vaste réseau d’informateurs allant de Raguse à Thèbes en passant par Constantinople. Cette activité n’est pas sans risque: une de ces missive est stoppée et le cavalier qui la porte est empalé. Le réseau de Gritti mis au jour, il est condamné à mort par le sultan. Les vizirs Ibrahim Pacha et Ahmed Pacha défendent Gritti et demandent que la peine capitale ne lui soit pas appliquée en raison de son importance. Il est emprisonné en août 1499 dans la prison des sept tours,,. Il est relâché après plusieurs années (1503) et tient un rôle important de négociateur entre le Sultan Bayezid II et Venise en apportant la lettre « ad dominum turcum » qui conclut la paix entre les deux puissances,.

#### Un vénitien en Orient
La présence de Gritti à Constantinople est un témoignage de la présence vénitienne dans l'outre-mer et les contrées du Levant. Andrea Gritti n'est pas le seul de ses compatriotes à vivre ainsi au tournant des XVe et XVIe siècles. Ces habitants vénitiens — tout comme les autres occidentaux —, qui établissent parfois de véritables fortunes doivent se soumettre aux lois ottomanes. L'établissement de ces lois s'accompagne pourtant de certaines ambiguïtés comme en témoigne le statut de musta'min qui, en théorie ne doit durer qu'un an mais qui peut s'étendre dans la pratique comme le montre la durée de l'épisode stambouliote de Gritti.
Après l'acquisition de terres fermes, la République commence à opérer un pivot vers l'intérieur des terres. Si le changement de paradigme sera long, il inquiétera néanmoins de futurs doges comme Girolamo Priuli au milieu du XVIe siècle alors que le patriciat continuera d'investir dans les outre-mers jusqu'à la fin du siècle. Andrea Gritti est donc un exemple des dernières générations à constituer une grande richesse en Orient.

### Retour à Venise
Après cet épisode, et en ayant perdu la confiance de la Sublime Porte, Gritti quitte Constantinople et s'installe à Venise où il continue à exercer des fonctions politiques.
Le retour dans la Sérénissime est marquée par le refus des autorités vénitiennes de reconnaître la noblesse de ses enfants nés en pays ottoman. Seul Lorenzo sera reconnu a posteriori grâce à ses exploits militaires. La raison de ce refus est le délai entre la naissance et l’inscription de ses enfants dans le livre d’or. Toutefois, pour Alvise, il lui sera aussi reproché son teint et sa maîtrise supérieure du turc par rapport au vénitien. Le statut des enfants d’Andrea ne pourra pas être modifié même après l’accession de ce dernier à la plus haute fonction de l’État. En 1506, son premier fils, Francesco, meurt.

### Carrière militaire
Alors en guerre, la république fait face à la ligue de Cambrai. Alors âgé de 54 ans et après avoir exercé toute sa vie une carrière de négociant, Gritti est nommé provéditeur général,. C'est donc sans expérience ni formation militaire préalable que Gritti est impliqué sur les champs de bataille où il se fera remarquer. Ses premières armes sont toutefois marquées par un échec cuisant: alors qu'il doit affronter l'armée française près d'Agnadel, Bartolomeo d'Alviano, second de l'armée vénitienne attaque de front les armées de Louis XII. La défaite d'Agnadel est un véritable traumatisme pour la république où le général Niccolò di Pitigliano doit se replier sur Venise et Gritti à Brescia.

#### Prise de Padoue

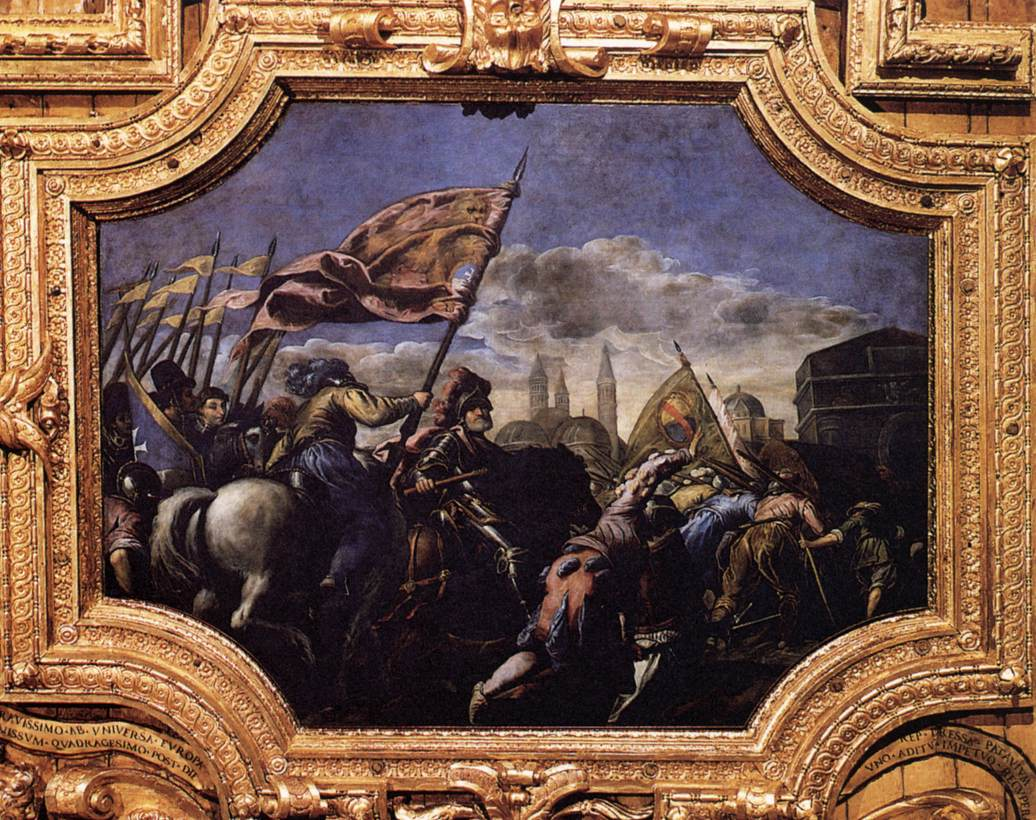
Conquête de Padoue par Palma le Jeune (1584).

En juillet 1509, il est le protagoniste de la reprise de Padoue. Cette reconquête, symbolique pour la Sérénissime après ses échecs lors de la guerre de la ligue de Cambrai, prend place le 17 juillet, jour de la Sainte Marguerite (en italien Santa Marina). C'est en effet dans l'église Santa Marina de Venise que le doge Michele Steno, qui prit la ville pour le compte de la République en 1405, est enterré,,. Alors que la République fait appel à de nombreux condottieri pour mener ses armées, l'entrée d'un vénitien rend le symbole plus fort. Gritti, alors en route depuis Trévise doit alors agir avec célérité pour rentrer dans la ville avant d'autres troupes venant de Venise. C'est ainsi que le matin du 17 juillet, il mène un assaut composé d'unités de cavalerie et rentre dans la ville, qui n'offre peu de résistance, en premier.
Avec ce fait d'arme, Gritti acquiert de la notoriété et est vu comme une personnalité de premier plan par les patriciens de l'époque. Par la suite, le Sénat ordonne la création d'une procession annuelle sur la tombe du doge Steno pour fêter cette victoire. Cette dernière sera suivie en particulier par Gritti quand il sera doge à partir de 1523.
Après la prise de Padoue, l'empereur Maximilien Ier décide de reprendre la ville et envoie trente-mille soldats pour reprendre la cité vénète. Le siège de Padoue, le plus important tenu par la Sérénissime dans une ville italienne depuis 1494, est levé après plus de deux mois et l'implication d'une grande partie de l'armée vénitienne,,. C'est lors de ce siège qu'il tient un discours qui marque les patriciens: réunissant les condottieri dans la basilique Sainte-Justine, il leur fait promettre sur un missel de se battre jusqu'à la libération de l'Italie.
Cet épisode de la guerre de la ligue de Cambrai est représenté sur de nombreuses peintures de l'époque. Ainsi, dans le palais des doge se trouve une œuvre de Palma le Jeune représentant Gritti rentrant dans Padoue. On peut voir ainsi sur le tableau l'écu coupé d'azur et d'argent, avec une croix alaizée d'argent sur l'azur, symbole de la famille Gritti sur l'étendard de gauche et sous la patte avant gauche du lion de saint Marc de l'étendard au centre de la peinture. Gritti est aussi présent dans la peinture de Ludovico Fiumicelli La Vergine in trono con il Bambino e i santi Agostino, Giacomo, Marina e Filippo exécutée en 1536, probablement à l'instigation du doge, dans la sacristie de l'église des Érémitiques de Padoue où on peut le voir avec les attributs des doges — notamment la corne ducale — présentant la ville à la Vierge et l'enfant,.

#### Reprise des villes de Vénétie et capture
Après Padoue, Andrea Gritti mène des troupes vers l’intérieur des terres et reprend de nombreuses villes. En 1510, après la mort de Nicolo di Pitigliano, Gritti prend le commandement de l'armée vénitienne. Dans le Frioul et dans le reste de la Vénétie, des soulèvements populaires contre les forces de l'empereur et du royaume de France précèdent l'arrivée des troupes de Gritti. Cette série de victoires s'arrête toutefois à Brescia en février 1512 où, après un siège dans le château de Brescia, la ville est prise par Gaston de Foix. Capturé par les Français lors du sac de la ville, la perte du « gran homo di guerra » comme le rapporte Sanudo, est reçue par Venise comme une des plus grandes pertes de cette défaite et en même temps positionne le provéditeur comme un survivant du massacre de Foix, assurant un peu plus sa popularité,.
Il est emmené à Milan au château des Sforza où il est entre les mains de Gian Giacomo Trivulzio qui lui parle d'une possible alliance franco-vénitienne. Il est par la suite transféré dans les mains des Français qui l'emmènent à Amboise puis à Blois où il continue toutefois à informer la Sérénissime des agissements des Français,. C'est lors de ce séjour, où Gritti dispose d'une large liberté, qu'il se rapproche de nombreuses personnalités françaises de l'époque. Il côtoie ainsi Charles de Bourbon, Louise de Savoie qui lui offre un portrait, le futur François Ier avec qui il devient ami,. Il s'approche aussi de Florimond Robertet qui l'invite dans sa demeure au style italien l'Hôtel d'Alluye. Il se distingue de nouveau lors des négociations de paix grâce à sa proximité acquise avec le roi de France Louis XII,. Après la trêve, il se joint à l'armée française en route vers l'Italie en 1513.
Il participe et échappe à la bataille de Novare qui voit les forces françaises défaites par les troupes suisses. Il rejoint alors Venise où il est accueilli en héros. Après la défaite de la France, la Sérénissime se trouve seule contre les forces impériales et espagnoles. C'est dans ce contexte que Gritti, à la tête de plus de 20 000 hommes perd la bataille de La Motta en grande partie à cause du comportement d'Alviano qui força la bataille et conduisit l'armée vénète à battre en retraite à Vicence et à Padoue,. Après cette défaite, Gritti indique au Sénat qu'il renonce à participer à l'effort de guerre de la Sérénissime tant que le condottiere ombrien se bat sous l'étendard de Saint-Marc. Il est alors nommé capitano generale da mar, responsable de l’Arsenal même s’il ne conduit aucune opération maritime,. Cette position indique qu'Andrea Gritti n'était donc pas présent lors de la victoire de Marignan en septembre 1515 mais fait partie de l'ambassade vénitienne qui entre dans la ville en novembre de la même année,.
Une fois Alviano décédé, Gritti est réélu provéditeur-général en janvier 1516. Il fait partie de la délégation vénitienne pour demander un support militaire français pour récupérer les villes de Vénétie. François Ier accorde aux troupes de la Sérénissime les services de Teodoro Trivulzio et de 500 hommes d'armes et 6 000 fantassins. Lorsque l'empereur Maximilien engage des troupes pour récupérer Milan, Gritti y est présent et applique la même stratégie que lors du siège de Padoue qui l'a rendu célèbre: brûler les alentours de la ville,. Il reprend par la suite Brescia en mai. La guerre de la ligue de Cambrai se termine avec le traité de Noyon où Venise recouvre ses possessions terrestres.

#### «gran homo di guerra»
Le 16 mars 1517, Gritti prononça un discours devant le Sénat pour rapporter son expérience lors de la guerre et sa vision de la politique vénitienne. Son discours porte alors sur la volonté d'assurer à Venise le contrôle de la « terraferma » en fortifiant davantage les villes avec notamment l'augmentation de l'artillerie à des fins défensives.
Âgé de 62 ans, Gritti est alors vu par les patriciens comme un expert de la question militaire après une guerre qui a vu la Sérénissime être menacée de destruction face aux Français, aux Espagnols et aux troupes impériales. Le doge de l'époque, Leonardo Loredan, félicite Gritti pour ses faits d'armes et son expertise. L'homme retourne à ses affaires de commerce et conduit une commission financière de la Sérénissime. En 1521, il fait partie d'une ambassade auprès de la Sublime Porte qui échoue et met de côté Gritti pour le palais des doges où Antonio Grimani est choisi à la suite du décès de Loredan. La même année, c'est François Ier, alors roi de France, à travers Odet de Foix qui fait appel à Venise pour la défense de Milan. Le Sénat envoie Gritti — connu dans la lagune pour sa francophilie — auprès du comte de Lautrec. Les deux hommes sont proches au point que ce dernier demande à l'envoyé vénitien de l'accompagner chaque matin à la messe. Cet appel sème toutefois le doute dans les instances vénitiennes craignant que l'envoi du vainqueur de Padoue ne soit un casus belli face à Charles Quint. En témoigne le vote du Sénat lors de l'envoi de Gritti à 129 contre 1 pour indiquer que Venise ne veut pas de guerre. À son retour, il est de nouveau élu provéditeur-général et les craintes vénitiennes se concrétisent avec le début de la sixième guerre d'Italie où les forces de Saint-Marc se joignent pourtant aux armées françaises.
C'est lors de ce conflit qu'Andrea Gritti termine sa carrière militaire avec toutefois moins de succès que lors du précédent conflit. Il a notamment une stratégie différente du comte de Lautrec: alors qu'il propose à ce dernier de rester en retrait et de ne pas traverser le Pô, le maréchal français se positionne pour la défense de Parme et pour une offensive contre les États pontificaux. Cette différence de stratégie s'illustre par le dernier fait d'arme du futur doge qui se déroule le 27 avril 1522 lors de la bataille de la Bicoque où Gritti propose au comte de Lautrec de garder ses forces pour défendre les territoires de la République en cas de défaite française, ce qui fut le cas.
Avec la détérioration de la situation française et la volonté de François Ier de relancer le conflit, Gritti est élu doge. Alors connu pour sa francophilie, le nouveau doge conclut cependant le traité de Worms avec Charles Quint qui met fin à l'implication de la Sérénissime dans le conflit.

### Dogat

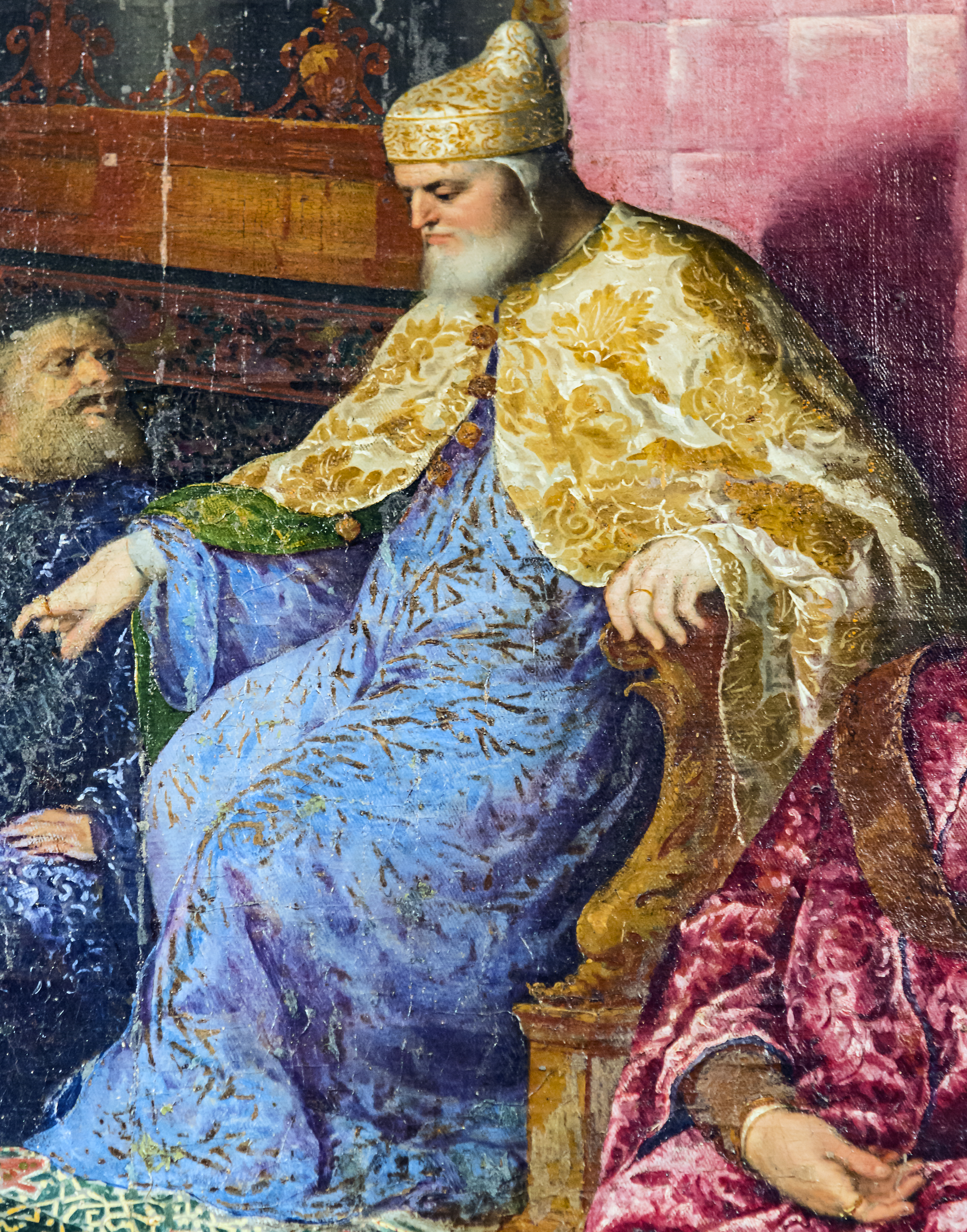
Détails de La Remise de l'anneau au doge (1534), Gallerie dell'Accademia de Venise. L'épisode relate des faits survenus lors du dogat de Bartolomeo Gradenigo représenté sous les traits d'Andrea Gritti

Au tournant du XVe et XVIe siècle, les patriciens doutent de plus en plus du rôle du doge et veulent encadrer plus encore le principal personnage de l'État. La principale crainte est une mainmise trop importante du doge sur la cité et ses institutions. Cette crainte est renforcée notamment durant les périodes de crises — ici la ligue de Cambrai et des guerres d'Italie. Le souvenir des différentes conspirations passées joue un rôle important comme celle du doge Marino Faliero — principale du début du XIVe siècle —, qui fut exécuté pour avoir voulu mettre fin à la République. Des propositions pour réformer le système de vote sont mises à l'ordre du jour lors de l'élection de Loredan en 1501 puis de Grimani en 1521 sans toutefois remporter une audience suffisante,.

#### Élection
Andrea Gritti est élu doge le 20 mai 1523. Son dogat est marqué par la volonté de ne voir aucune interférence dans son pouvoir de la part des autres institutions de la République. Aussi, il fait mener des investigations sur les patriciens utilisant leurs fonctions abusivement. De ce fait, Gritti montra une grande exigence envers les patriciens et leurs attitudes. Ce comportement se retrouve dans une déclaration rapporté dans les Diarii de Marino Sanuto:
« dicendo che semo sotto una repubblica e non sotto un Signor »
« Nous sommes dans une République et non dans une monarchie »
— I diarii 50:149, Marino Sanuto
Plus largement, le règne de Gritti est marqué par de nombreux échecs, notamment dans sa volonté de faire disparaître la corruption au sein du collège électoral, de changer les célébrations publiques, mais aussi d'apporter des modifications législatives. Il connaît, tout au long de son mandat une grande impopularité parmi la population.

#### Un doge à l'heure de la Renaissance
Le dogat de Gritti est marqué par une volonté de rénovation et d'innovation culturelles en soutenant les artistes et les nouvelles formes d'arts, que ce soit dans la peinture ou la littérature. L'enseignement est aussi privilégié depuis l'élection de Gritti au palais ducal et l'étude des classiques antiques est aussi mise en avant. Pour preuve, en 1530, il appuie la nomination de Pietro Bembo en tant qu'historien de la République. C'est lors du mandat de Gritti que paraît par exemple l'ouvrage de Gasparo Contarini De magistratibus et republica Veneterum qui est la première œuvre mettant place le « mythe de Venise ». En 1535, il lance d’importants travaux dans la ville de Venise et notamment sur la place Saint-Marc sous la supervision de l’architecte Jacopo Sansovino. Aussi, Gritti est le premier à mettre en avant la couleur rosa secca et un style vestimentaire inspiré par les tenues ottomanes et françaises qu’il a pu voir de près. Aussi, la présence de Gritti est visible dans l'œuvre de Pâris Bordone La Remise de l'anneau au doge,.

#### Un«Fabius Maximus»vénitien?

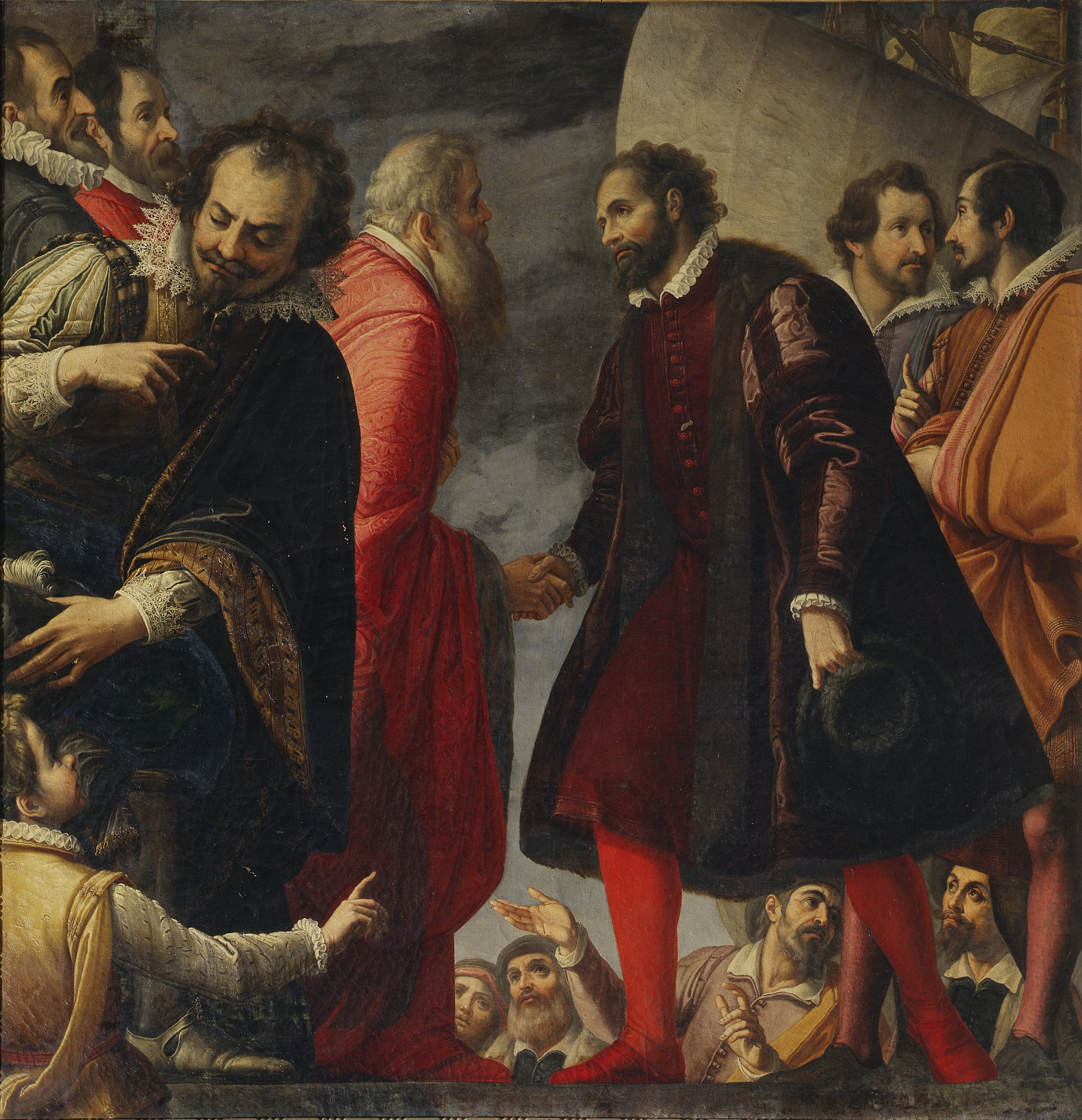
Michel-Ange reçu par le doge Andrea Gritti par Valerio Marucelli (1616-1618).

Sur le plan géopolitique, la République de Venise sort d'une série de guerres qui s'étalent depuis 1494 où elle a pris part aux combats en s'engageant contre Florence, le Saint-Empire, la France ou encore contre les États pontificaux. Cette politique militaire aliène peu à peu les puissances européennes qui se regroupe dans Ligue de Cambrai. Gritti, à travers son implication dans cette guerre, a une expérience directe des limites de la Sérénissime sur le plan militaire. Les batailles d'Agnadel et de La Motta provoquent un traumatisme au sein de la population parce que ces défaites ont mis en jeu la survie de la ville tout comme la ligue de Cambrai,.
Dès son élection au palais des doges, Gritti s'emploie à mettre son expérience militaire dans la politique vénitienne. C'est d'ailleurs dans ce domaine où les institutions vénitiennes lui feront le plus confiance. Pour exemple, le sénat proposa de mettre le doge à la tête de l'armée en 1537 contre les ottomans alors qu'il est âgé de 82 ans. En 1523, le condottiere engagé pour mener les troupes vénitiennes est le duc d'Urbino Francesco Maria Della Rovere avec qui il partage les mêmes visions stratégiques que ce soit sur le champ de bataille ou sur la politique de fortification.
S'appuyant sur les auteurs classiques et notamment les écrits de Tite-Live sur les guerres puniques, Della Rovere et Gritti souhaitent éviter le plus possible les conflits et les batailles contre les grandes puissances afin de préserver les armées vénitiennes pour la défense de la capitale. Cette stratégie vaut au doge le surnom de « Fabius Maximus », du nom du général romain qui a vaincu Hannibal Barca en évitant le combat. Cette politique fabienne n'éloigne cependant pas Venise des alliances militaires mais amoindrit sa force. Lors de la sixième guerre d'Italie, le palais des doges signe une paix séparée avec Charles V et se retire du conflit pour maintenir son intégrité territoriale. Lorsqu'un émissaire impérial, Alonso Sanchez, vint voir le doge pour indiquer la victoire de l'Empire et la lacheté de vénitiens, avec la capture du roi de France, le doge aurait répondu qu'« étant ami avec les deux souverains, je ne peux dire, comme l'apôtre, que je me réjouis avec ceux qui sont dans la joie et que je pleure avec ceux qui pleurent ».
Cette politique de non-engagement montre sa faiblesse en 1527, alors que la cité des doges fait partie de la ligue de Cognac. En effet, les armées vénitiennes composées de plus de 20 000 hommes et conduites par Della Rovere ne se mettent pas en travers de la route des armées impériales dans leurs descente de la péninsule. Della Rovere répond uniquement aux appels des Médicis alors qu'une révolte a lieu à Florence. Les troupes impériales se dirigèrent vers Rome en évitant la capitale toscane. Les armées conduites par Della Rovere sont arrivées aux abords de Rome le 22 mai puis ont effectué un retour vers le territoire vénitien le 2 juin, n'agissant pas pour s'interposer au sac de Rome. Cette manœuvre est principalement due à l'ordre de Charles Quint à son frère Ferdinand Ier d'attaquer Venise.
Cet épisode amenuisa l'importance de Venise dans le jeu politique européen et les contemporains comme Machiavel, L'Arioste ou encore Guichardin condamnèrent la Venise de Gritti d'être responsable des épisodes romains,.

#### Des fils à la cour de Soliman
Parallèlement, Alvise, le fils « bâtard » de Gritti, ne pouvant pas avoir de poste dans la cité des doges est resté dans l’empire ottoman où sa naissance ne lui offre pas un statut amoindri. Il possède par ailleurs des relations privilégiées avec des dignitaires ottomans comme le montre sa proximité avec Ibrahim Pacha. Hasard du calendrier, il devient le joaillier officiel de Soliman le Magnifique la même année que l’accession de son père au poste le plus élevé de la république.
Après avoir signé un traité de paix avec Charles Quint, Venise reste neutre alors que les luttes agitent encore l'Italie et qu'il est inquiet de la progression de l'Empire ottoman en Hongrie. Toutefois, il ne peut empêcher Soliman le Magnifique d'attaquer Corfou en 1537.

### Décès
L'âge avancé des doges lors de leurs élections constitue en général la cause de la brièveté de leur mandat. À la fin de sa vie, Gritti est marqué par la maladie comme la goutte et la fatigue physique notamment dues à la carrière militaire du doge comme le rapporte Francesco Sansovino,. En 1538, selon l'historien Robert Finlay, Gritti est encore plus impopulaire après 15 ans de règne,. Sansovino rapporta toutefois que la cité fut en deuil après la perte du doge. Le biographe du doge, Niccolò Barbarigo écrit au XVIe siècle que le doge aurait écrit sa propre éloge funèbre et qu'il tenait à ce que Bernardo Navagero, meilleur orateur de la ville selon lui, en soit le porte-parole. Si cet épisode est peut-être hagiographique, il n'en reste pas moins que l'image du doge dans la postérité réside aussi bien dans les faits saillants de sa vie mais aussi dans les jours qui précèdent sa mise en terre.
La mort du doge advient le 28 décembre 1538 après une dégradation subite de son état de santé. Plusieurs documents reportent les causes de son décès mais ne sont pas tous fiables. En témoignent les écrits de ses contemporains qui attribuent la mort du doge au fait qu'il ait mangé du poisson le jour de Noël — un trait particulièrement courant des contemporains de Gritti était de trouver dans les défauts du doge défunt la cause de sa mort et ainsi de la faire rentrer dans la postérité. Toutefois, un document anonyme intitulé « Morte del doge Andrea Gritti » écrit au XVIe siècle et retrouvé dans la bibliothèque du Musée Correr relate le déroulement des événements de la veille de la Nativité à l'enterrement du doge,. Ce document rapporte que le doge a bel et bien mangé du poisson le jour de Noël et qu'il n'a pas pu participer à la messe annuelle le jour de la Saint-Étienne (26 décembre). Le jour suivant, il y est noté que le doge souffre de fièvre, il meurt le jour des Saints Innocents soit le 28 décembre. Ce même document rapporte aussi l'heure du décès comme étant aux alentours de vingt-trois heures,.

#### Cérémonie funéraire
Venise étant une République avec un chef d'État élu, la mort de ce dernier n'échappe pourtant pas à une cérémonie particulière. Dans les premiers siècles de la Sérénissime, le doge était enterré le jour suivant son décès ou, si cela était impossible, le jour suivant. Les premiers doges jusqu'à Andrea Dandolo sont enterrés dans la basilique Saint-Marc. Au XVIe siècle, les cérémonies funéraires des doges sont plus élaborées.
Durant l'interrègne qui constitue la période où la Signoria dispose des pouvoirs, le corps du doge est embaumé puis exposé pendant trois jours dans la Sala del Piovego dans le palais des doges avant d'être mis en terre. À cette époque, les techniques d'embaumement sont encore balbutiantes et des échecs se font sentir. Marino Sanuto rapporte ainsi dans ses diarii que lors de l'exposition du doge Leonardo Loredan, mort en juin, l'odeur devenait insupportable et les traits du doge commençaient à se déformer. L'éviscération et l'excérébration sont réalisés avant la présentation du corps et les restes sont mis dans un réceptacle appelé Pitaro et enterré dans une location inconnue. Cette cérémonie représente une continuité du pouvoir d'un corps à l'autre de la République. Lors de cette présentation, le doge défunt porte encore ses habits officiels en plus d'autres symboles à l'instar des armes de Catherine Cornaro, reine de Chypre, en référence à la famille Corner — Gritti voulait dans un premier temps se faire enterrer près de Marco Corner — et de la Scuola Grande della Misericordia qui a procédé à la veillée.
En quittant le palais dogal, un cortège se forme le 2 janvier pour aller à la basilique Saints-Jean-et-Paul où la dernière messe a lieu et l'éloge de Navagero. Après une dernière procession, il est enterré dans l'église San Francesco della Vigna proche du palais familial. Le monument visible aujourd'hui dans cette même église, il semble être postérieur à l'enterrement de Gritti, ce dernier ayant été probablement enterré comme certains de ses prédécesseurs dans le sol de l'Église.

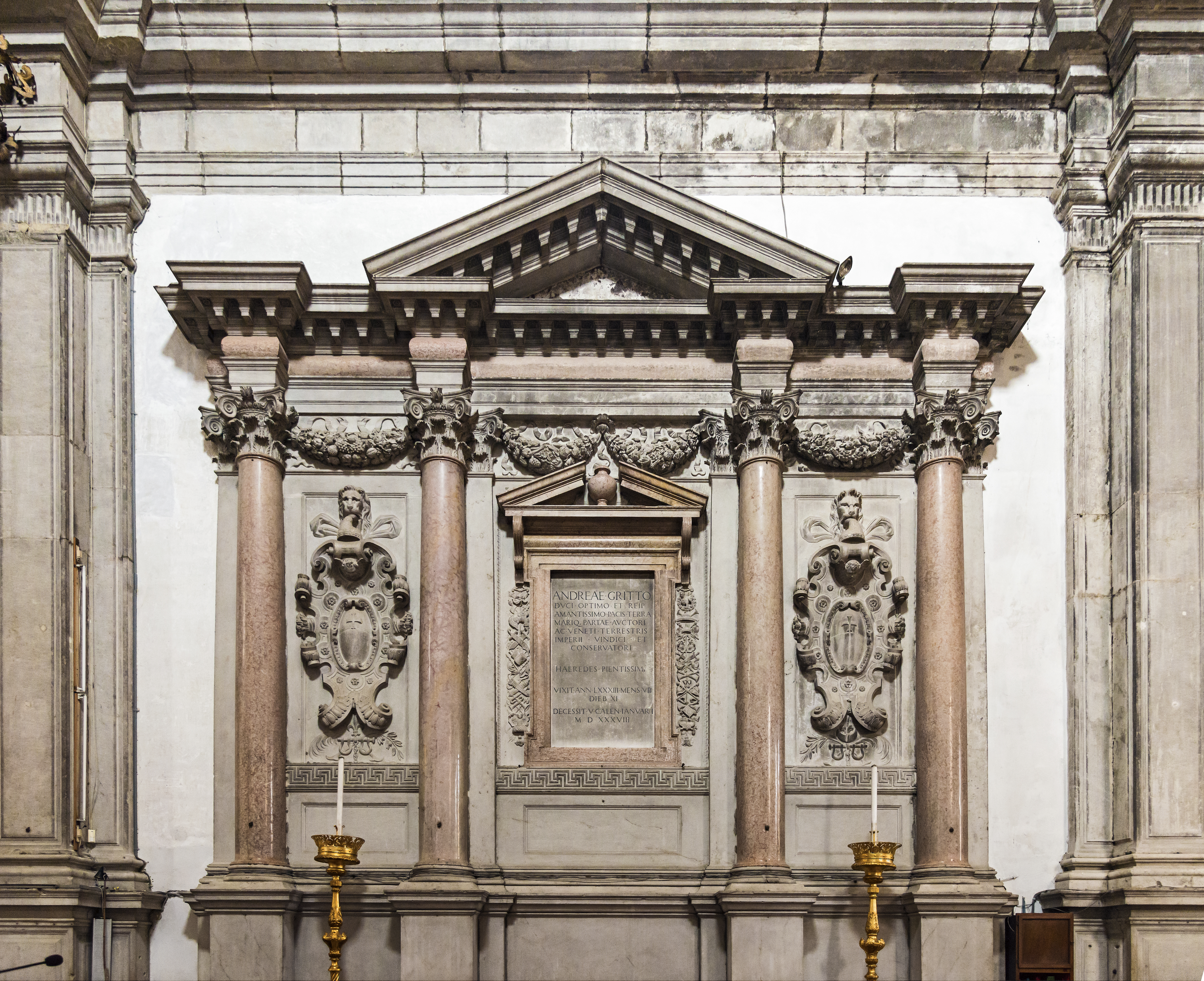
Monument funéraire dans l'église San Francesco della Vigna

## Devise
La devise d'Andrea Gritti est « Sustinet nec fatiscit » soit « Il supporte sans faiblir »,. Comme le montre des documents du XVIe siècle comme l'ouvrage de Paul Jove « Dialogo dell'imprese militari et amorose », cette devise, qui sera celle de la famille Gritti, vient aussi de la renommée militaire de Gritti. Une imagerie est aussi associé à cette devise comme le montre Jove dans son ouvrage à savoir un Atlas sous un ciel étoilé soutenant un globe. La devise est inventée et proposée à Gritti par le poète véronais Giovanni Cotta,,.